# Marcel Langiller
Marcel Langiller (Charenton-le-Pont, Val-de-Marne, 2 de junio de 1908 - 28 de diciembre de 1980) fue un futbolista francés que jugaba en la posición de delantero, y fue apodado “La Caile”.

## Clubes
| Club                                  | País    | Año       |
| ------------------------------------- | ------- | --------- |
| CA Paris                              | Francia | 1928      |
| Excelsior AC Roubiax                  | Francia | 1928-1933 |
| Red Star                              | Francia | 1933-1934 |
| Association Sportive de Saint-Étienne | Francia | 1934-1936 |
| CA Paris                              | Francia | 1936-1938 |

## Palmarés
- Ganador de la Copa de Francia en 1933 con el club Excelsior AC Roubiax
- Finalista de la Copa de Francia en 1928 con el club CA Paris.
- Campeón de la Ligue 2 en 1934 con el club Red Star.
- 7 goles en 30 partidos con la Selección de Francia.
- Participó en la Copa mundial de 1930.

- Datos: Q557987
- Multimedia: Marcel Langiller / Q557987